# De l'armistice à l'insurrection nationale
De l'armistice à l'insurrection nationale est un livre du sociologue français Raymond Aron paru en 1945.